# Belonesox
Belonesox is een monotypisch geslacht van straalvinnige vissen uit de familie van levendbarende tandkarpers (Poeciliidae).

## Soort
- Belonesox belizanus Kner, 1860